# Pasmina
Pasmina je grupa uzgojenih, uglavnom domaćih životinja jedne vrste, koje dijele neka zajednička morfološka svojstva. Nastaje pod vanjskim utjecajima te kontroliranim uzgojem koji uključuje pažljiv odabir roditeljskih jedinki, ali i križanja. Brojne su pasmine pasa, golubova, kokoši, goveda, konja, ovaca i dr.